# Beylik von Aydın

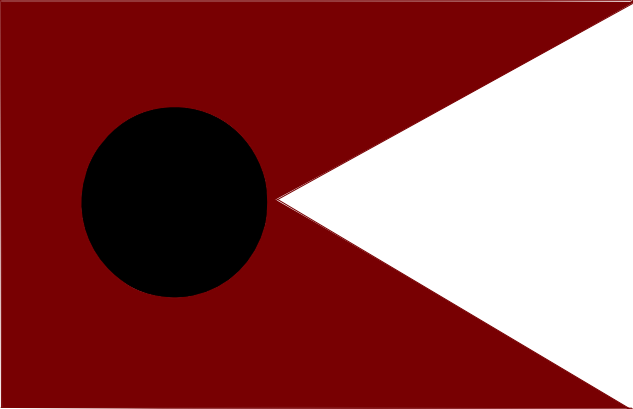
Flagge der Aydiniden

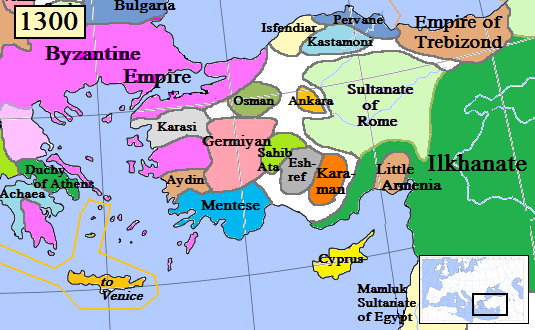
Beyliks in Anatolien

Das Beylik der Aydınoğlu oder von Aydın (türkisch Aydınoğulları Beyliği) war ein türkisches Beylik in der heutigen Westtürkei und eines der Grenzfürstentümer der Oghusen nach dem Untergang des Reiches der Rumseldschuken. In der deutschsprachigen Literatur erscheint häufig die Bezeichnung Emirat der Aydiniden. Es wurde im Jahre 1308 gegründet. Die Hauptstadt war anfangs Birgi, später Ayasoluk nahe dem antiken Ephesos, das heutige Selçuk.
Die Herrscher waren Mitglieder des Oghusenstammes Afschar. Das Emirat von Aydın wurde nach seinem Gründer Aydınoğlu Mehmed benannt. Das heutige Aydın trägt ebenfalls den Namen seiner Dynastie. Das Emirat umfasste zeitweise die wichtige Hafenstadt Smyrna, das heutige Izmir. Besonders während der Herrschaft von Umur Bey galt Aydın als bedeutende Seemacht.

## Geschichte

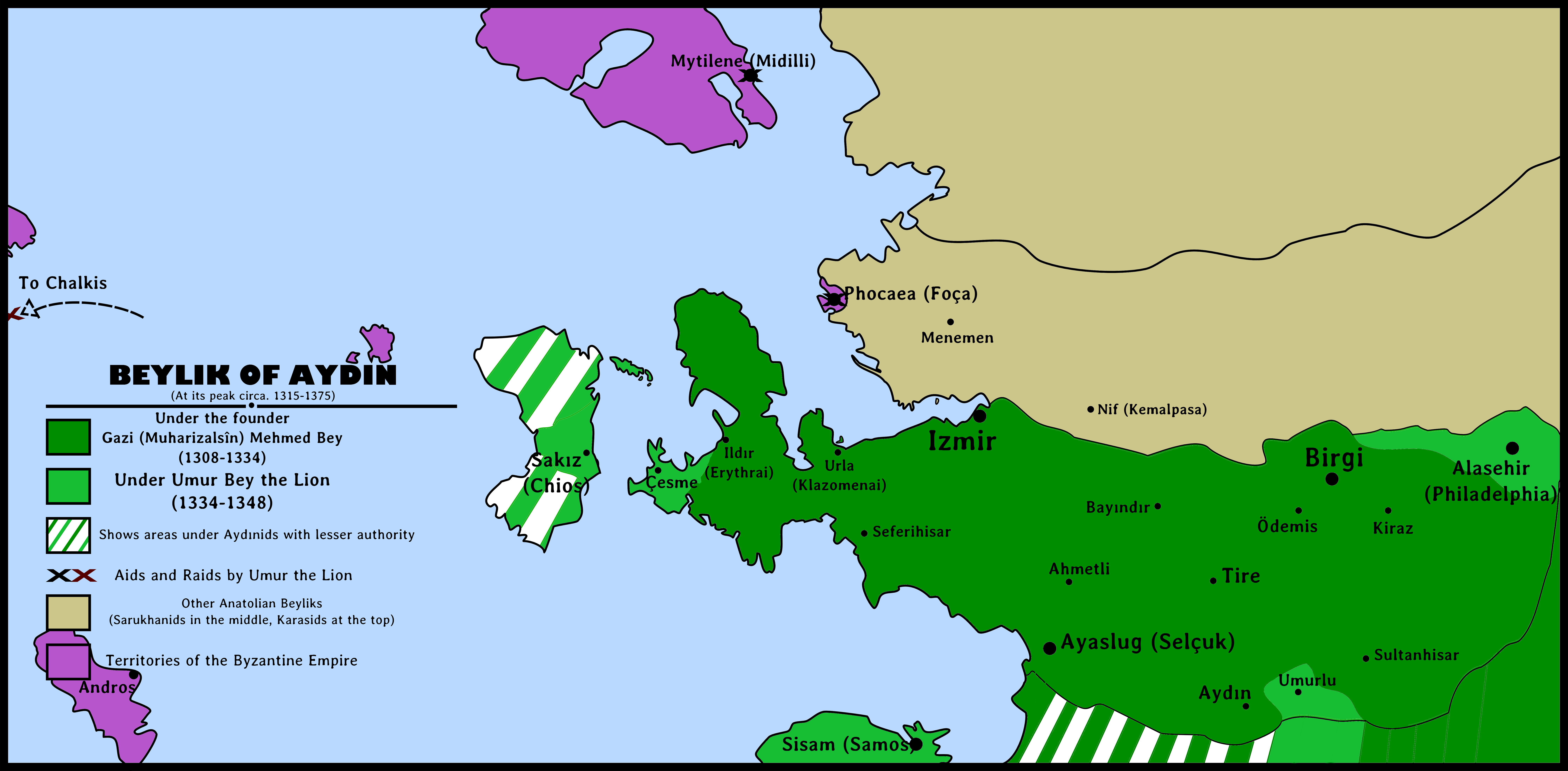
Das Beylik zu seiner Hochzeit zwischen 1315 und 1375

### Gründung (1308) und Eroberung Smyrnas (1317/1329)
Anscheinend unternahm Mubarizeddin Gazi Mehmed Aydınoğlu (Sohn des Aydın) zusammen mit Saga Bey von Mentesche seine ersten Kriegszüge. Am 24. Oktober 1304 eroberten sie Ephesos, die Bevölkerung wurde teils getötet, teils deportiert. Mehmed war um diese Zeit in Diensten von Germiyan. 1308 gelang es ihm, Birgi zu erobern, das seine Hauptstadt wurde. Bei einem Streit kam Saga ums Leben, Mehmed erklärte sich für unabhängig. 1317 eroberten seine Truppen von den Byzantinern die Burg von Smyrna (Pagos, die hellenistische Akropolis, heute Kadifekale genannt). Die untere Stadt mit dem Hafen blieb aber zunächst genuesischer Hand und wurde erst 1329 von seinem Sohn Umur erobert.

### Seefahrt: Handel und Piraterie
Aydın wurde nun ein wichtiges Zentrum für die türkische Seefahrt und die Piraterie, aber auch für den Handel mit Venedig und Genua. Dabei machten sich Smyrna und Ephesos Konkurrenz. Am 23. Juli 1319 griff seine Flotte aus 10 Galeeren und 19 weiteren Schiffen mit insgesamt 2600 Mann Besatzung Chios an, wurde jedoch von den Rittern von Rhodos besiegt (vgl. Geschichte des Johanniterordens).
Um 1325 teilte Mehmet Bey (1308–1334) seine Herrschaft unter seine fünf Söhne, wobei er sich bis 1334 die Oberherrschaft vorbehielt. Hızır erhielt Ephesos und musste sich dem Nachfolger seines Vaters und jüngeren Bruder Umur unterordnen. 1332 wurde der Hafen von Smyrna unter Kontrolle gebracht und die Piratenschiffe der Aydınoğulları stießen bis zur venezianischen Insel Negroponte vor. Auch tauchten sie vor dem griechischen Festland auf. 1335 besetzten die Genueser, unterstützt von den Johannitern, die Insel Lesbos und versuchten, Chios zurückzuerobern.

### Kreuzzug, Kooperation mit Byzanz (bis 1348)
Die sich daran anschließenden Kreuzzugspläne trieben Byzanz wiederum in eine Bündnispolitik mit den Türken. Umur (1334–1348) traf sich bei Kara Burun gegenüber von Chios 1335 mit byzantinischen Unterhändlern, mit denen ein Vertrag zustande kam. Er lieh dem Kaiser Schiffe, damit er Lesbos zurückerobern könne, und erhielt dafür eine große Geldsumme. Der Vertrag brachte für einige Jahre Frieden in diese Region und er garantierte Byzanz einen ständigen Nachschub an Soldaten. Umur zog sogar 1342 mit 6000 Soldaten vor Thessaloniki um seinen Freund Johannes Kantakuzenos zu unterstützen. Die Serben unter Stefan Uroš IV. Dušan entrissen den Byzantinern Makedonien, 1346 ließ sich Dušan zum Kaiser der Serben und Griechen krönen. Seit Oktober 1344 war Umur allerdings mit sich selbst beschäftigt, denn die westliche Liga der christlichen Mächte hatte einen Kreuzzug gestartet und Smyrna erobert. Umur kam 1348 bei einem Rückeroberungsversuch ums Leben.
Bereits 1341 stellte ein Senatsbeschluss Venedigs fest, dass die „Macht auf See vervielfacht wurde, so dass sie [die Flotte] alle Städte und Inseln der Romania zerstörte“. Als Umur 1348 vor Smyrna ums Leben kam, wurde Hızır der Oberherr Aydıns. Er residierte weiterhin in Ayasoluk, womit sich der Schwerpunkt von der bisherigen Hauptstadt Birgi nach Ephesos verlagerte. 1333 besuchte Ibn Battuta die Stadt, der berichtete, wie die Johanneskirche zur Hauptmoschee der Stadt umgebaut worden war, und dass die Stadt fünfzehn Tore besaß. Wilhelm von Boldensele besuchte die Stadt 1335, Ludolf von Sudheim 1336 oder 1341. Ludolf schrieb die Kirchenbeschreibung seines Vorgängers ab, wie es zu dieser Zeit üblich war.
Die Italiener, die die Hauptstadt Altoluogo nannten, betrieben Handel mit der dortigen Bevölkerung, etwa mit Alaun, Getreide oder Wachs. Der Hafen befand sich inzwischen 6 km westlich von Ephesos, in Panormos. Dort lebten aus Italien geflohene Lombarden, die sich oftmals zu Kaperfahrten mit den dortigen Türken verbanden, wie Ludolf von Sudheim berichtet. Um diesen Handel vor allem mit Getreide zu fördern, legte Ephesos sogar erstmals seit einem Jahrtausend wieder eigene Münzen auf.

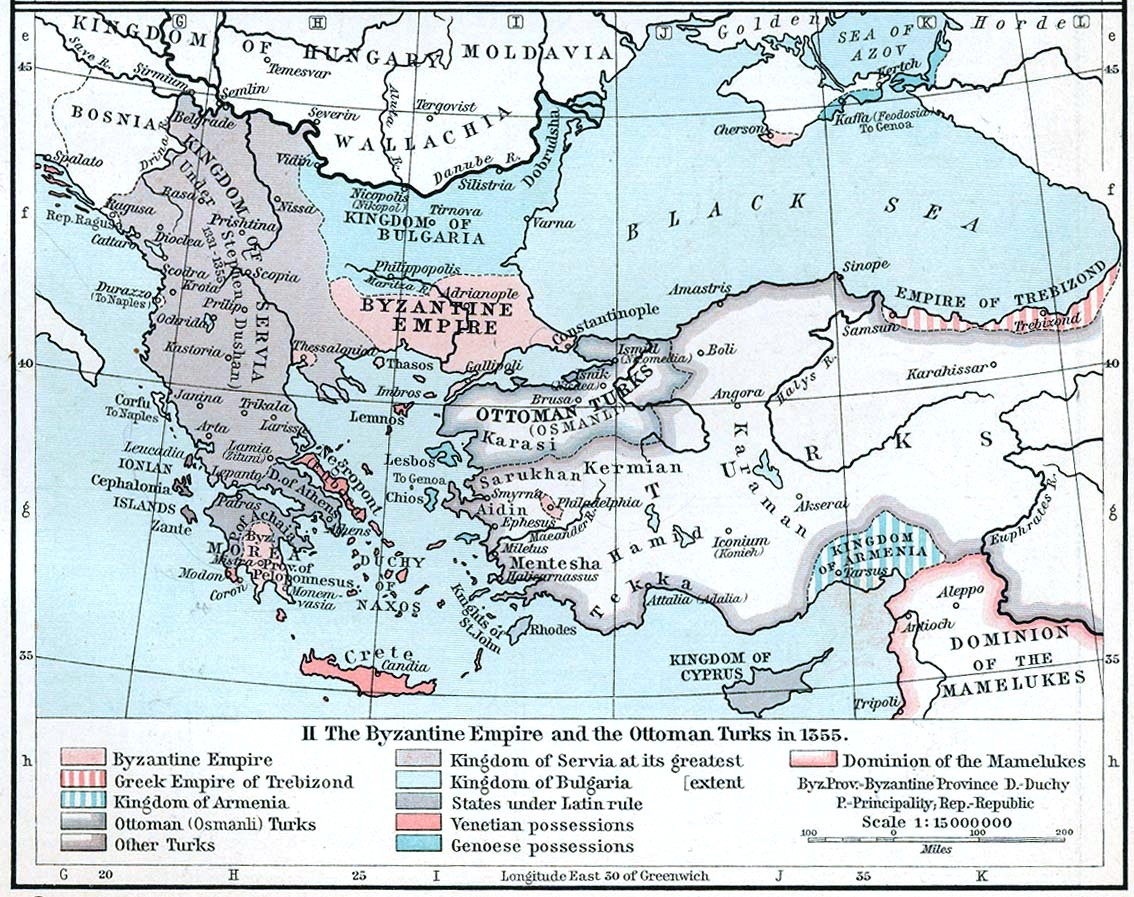
Der Balkan und Kleinasien um 1355

### Konflikte und Handel mit Venedig
1348 verhandelte Hızır (1348–1360) mit den europäischen Mächten, doch ab 1350 hatte sich sein Emirat so weit erholt, dass von Ephesos wieder Piratenflotten ausfuhren. Ab 1352 entspannten sich die Beziehungen zu Venedig ein wenig und es gelang Francesco da Fermo, dem Unterhändler beim Emir, 1353 knapp 700 Tonnen Weizen und Gerste zu erwerben und nach Candia, der Hauptstadt Kretas, zu verfrachten.
Die venezianische Insel Kreta musste ab 1359 wegen einer in Venedig befürchteten Invasion durch die Türken von Aydın zwei Galeeren ständig bemannen und mitfinanzieren. Mit der Republik Venedig kam Hızır 1358 zu einer Einigung, so dass er um 1360 seinem Nachfolger Isa Bey I. (Sultan von 1360 bis 1390) eine Herrschaft auf der Grundlage florierenden Handels überlassen konnte.
Dies hinderte Isa jedoch nicht daran, gefälschte venezianische Dukaten in Umlauf zu bringen, oder weiterhin italienische Schiffe kapern zu lassen, und gleichzeitig die Venezianer, die einen Aufstand der Kolonisten auf Kreta 1363 bis 1366 niederrangen, mit Getreide zu beliefern. Nach dem Ende des Aufstands zwang ihn die venezianische Flotte 1370, die Münzprägung einzustellen. Dennoch blieb das Gebiet als Getreidelieferant, etwa für Rhodos, von größter Bedeutung. 1379 musste Papst Clemens VII. den dortigen Rittern gestatten, bei den Türken Getreide einzukaufen, da sie der Hunger dazu zwang.

### Eroberung durch die Osmanen (1390)
Zwar sahen die folgenden Jahrzehnte eine erhebliche Prosperität, doch geriet das Emirat bald in den Schatten des aufstrebenden Osmanischen Reichs, das sie noch 1389 im Kosovo unterstützten. Die Osmanen unterwarfen in einer groß angelegten Kampagne 1390 die Emirate der Westküste Kleinasiens, Isa musste sich unterwerfen.

### Timur (1402–1403)
Doch 1402 unterlag der Sultan in der Schlacht bei Ankara gegen Timur. Dieser zog im Herbst nach Ephesos, um im Dezember Smyrna zu zerstören. Danach kehrte seine riesige Armee nach Ephesos zurück, von wo aus sie die umgebenden Gebiete plünderte. Erst im Frühjahr 1403 verließ sie das Gebiet wieder.

### Wechselnde Koalitionen, dynastische Konflikte, osmanische Besetzung (bis 1425)
In Aydın herrschte kurzzeitig Musa, ein Sohn des verstorbenen Isa, ihm folgte 1403 sein Bruder Umur. Junayd, türkisch Cüneyd, ein Neffe Isas, rebellierte mit einer kleinen Truppe gegen Umur und besetzte Ephesos. Er verbündete sich mit Süleyman, einem der Söhne des bei Ankara ums Leben gekommenen Osmanen. Umur ließ sich dies jedoch nicht bieten und belagerte seinerseits Ephesos, dessen vier Quartiere in Flammen aufgingen. Nun plünderte Cüneyd das Umland. Umur fand sich zu einem Ausgleich bereit. Cüneyd ließ ihn jedoch ermorden.
1407 sah er sich einer Belagerung des osmanischen Prätendenten Süleyman Çelebi gegenüber, mit dem er das Bündnis gebrochen hatte. Er musste sich ihm unterwerfen. Vier Monate lang musste die Stadt für den Unterhalt der Armee aufkommen. Nach Süleymans Tod im Jahr 1410 kehrte Cüneyd zurück und riss abermals die Herrschaft an sich, die er bis 1425 halten konnte, als die Osmanen die Reste Aydıns endgültig unterwarfen.